# Alphons Egli

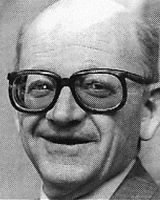
Alphons Egli

Alphons Egli (Luzern, 8 oktober 1924 – aldaar, 5 augustus 2016) was een Zwitsers christendemocratisch politicus. 
Alphons Egli studeerde rechten in Zürich aan de Gregoriaanse Universiteit van Rome en in Bern. Van 1952 tot 1982 had hij een eigen advocatenkantoor en was hij tevens werkzaam als notaris. Van 1963 tot 1967 was hij lid van de gemeenteraad van Luzern en voorzitter van de Conservatieve Partij van die stad. Van 1967 tot 1975 was Egli lid van de Grote Raad van Luzern. In 1971 deed hij zijn intrede in de landelijke politiek en werd hij voor de Christendemocratische Volkspartij (CVP) in de Nationale Raad (volksvergadering) gekozen. Hij was onder meer vicevoorzitter van de christendemocratische fractie. Van 1975 tot 1982 was hij eveneens lid van de Kantonsraad (Ständerat) en fractievoorzitter van de CVP-senaatsfractie.
Van 8 december 1982 tot 31 december 1986 was Egli als opvolger van Hans Hürlimann lid van de Zwitserse Bondsraad. Hij beheerde het departement van Binnenlandse Zaken. In 1986 was hij Bondspresident van Zwitserland. 
Alphons Egli hield zich vooral bezig met milieuvraagstukken en hij zette zich in voor de natuur van Zwitserland.
Hij  overleed in 2016 op 91-jarige leeftijd in een verzorgingshuis.